# توماس آپت
توماس آپت (آلمانی: Thomas Abbt؛ ۲۵ نوامبر ۱۷۳۸ – ۳ نوامبر ۱۷۶۶) یک ریاضی‌دان اهل آلمان بود.